# John Radman
John Radman (1971) è un giocatore di football americano australiano, che gioca come offensive lineman per i Canberra Gladiators.